# Wojciechy (gromada)
Wojciechy – dawna gromada, czyli najmniejsza jednostka podziału terytorialnego Polskiej Rzeczypospolitej Ludowej w latach 1954–1972.
Gromady, z gromadzkimi radami narodowymi (GRN) jako organami władzy najniższego stopnia na wsi, funkcjonowały od reformy reorganizującej administrację wiejską przeprowadzonej jesienią 1954 do momentu ich zniesienia z dniem 1 stycznia 1973, tym samym wypierając organizację gminną w latach 1954–1972.
Gromadę Wojciechy z siedzibą GRN w Wojciechach utworzono – jako jedną z 8759 gromad na obszarze Polski – w powiecie iławeckim w woj. olsztyńskim na mocy uchwały nr 14 WRN w Olsztynie z dnia 4 października 1954. W skład jednostki weszły obszary dotychczasowych gromad Wojciechy, Wargielity, Piasek i Tapilkajmy oraz miejscowości Barciszewo, Wólka i Pilwa z dotychczasowej gromady Barciszewo ze zniesionej gminy Wojciechy w tymże powiecie. Dla gromady ustalono 20 członków gromadzkiej rady narodowej.
1 stycznia 1959 powiat iławecki przemianowano na powiat górowski.
31 grudnia 1961, w związku ze zniesieniem powiatu górowskiego, gromada weszła w skład powiatu bartoszyckiego w tymże województwie.
30 czerwca 1968 do gromady Wojciechy włączono obszar zniesionej gromady Rodnowo w tymże powiecie.
1 stycznia 1969 do gromady Wojciechy włączono obszar o powierzchni 1 ha na wysokości PGR Wyręba z gromady Rogóż w powiecie lidzbarskim w tymże województwie.
Gromada przetrwała do końca 1972 roku, czyli do kolejnej reformy gminnej.